# 스페이스 힙합덕
스페이스 힙합덕(太空嘻哈族)은 선우엔터테인먼트와 상하이 애니메이션 필름 스튜디오가 제작한 TV 애니메이션 시리즈이다. 2002년 12월 4일부터 2003년 6월 11일까지 KBS에서 총 26화로 방영되었다.

## 이야기
스페이스 은하계의 악동인 힙합덕, 왕자, 아르고가 스페이스 은하계를 무대로 아르바이트를 시작하면서 벌어지는 기상천외한 사건을 중심으로 한 코믹 시트콤 방식의 애니메이션이다.

## 등장인물
- 힙합덕
- 왕자
- 아르고
- 푸른수염
- 떠떠요